# USTA Clay Court Invitational at Disney
Das USTA Clay Court Invitational at Disney ist ein – seit 2012 jährlich stattfindendes Einladungsturnier – im College Tennis. Es handelt sich um ein kombiniertes Damen- und Herrenturnier. Der US-amerikanische Tennisverband bezeichnet es als größtes Sandplatzturnier im College Tennis.

## Geschichte
Die erste Ausgabe des Sandplatzturniers fand im November 2012 statt. Schauplatz war der ESPN Wide World of Sport Complex in Orlando, Florida. Als Gastgeberin fungierte die Florida State University.
Der Ecuadorianer Roberto Quiroz von der University of Southern California siegte sowohl 2012 als auch 2013 im Herreneinzel. Im Jahr 2014, als Quiroz erstmals nicht am Turnier teilnahm, konnte der US-Amerikaner Hunter Harrington von der Clemson University den Titel gewinnen.

## Modus
Das Turnier gehört zu den Einladungsturnieren. Das heißt, dass die teilnehmenden Spieler nicht von jeder Universität der NCAA Division I kommen, sondern lediglich von den Schulen, die für das Turnier gemeldet haben. 2014 waren dies 13 Universitäten bei den Herren und 16 bei den Damen. Daneben erhalten jedes Jahr auch einige Junioren der United States Tennis Association eine Einladung.
In jeder Konkurrenz gibt es mehrere Hauptrunden (Herren A, Herren B usw.) und entsprechende Nebenrunden.

## Berichterstattung
Das Turnier wird von dem Live-Streaming-Dienst ESPN3 online übertragen.

## Bisherige Austragungen
| Nr. | Jahr | Datum           |
| --- | ---- | --------------- |
| 1   | 2012 | 02.11. – 04.11. |
| 2   | 2013 | 24.10. – 27.10. |
| 3   | 2014 | 30.10. – 02.11. |
| 4   | 2015 | 05.10. – 08.10. |